# Martial

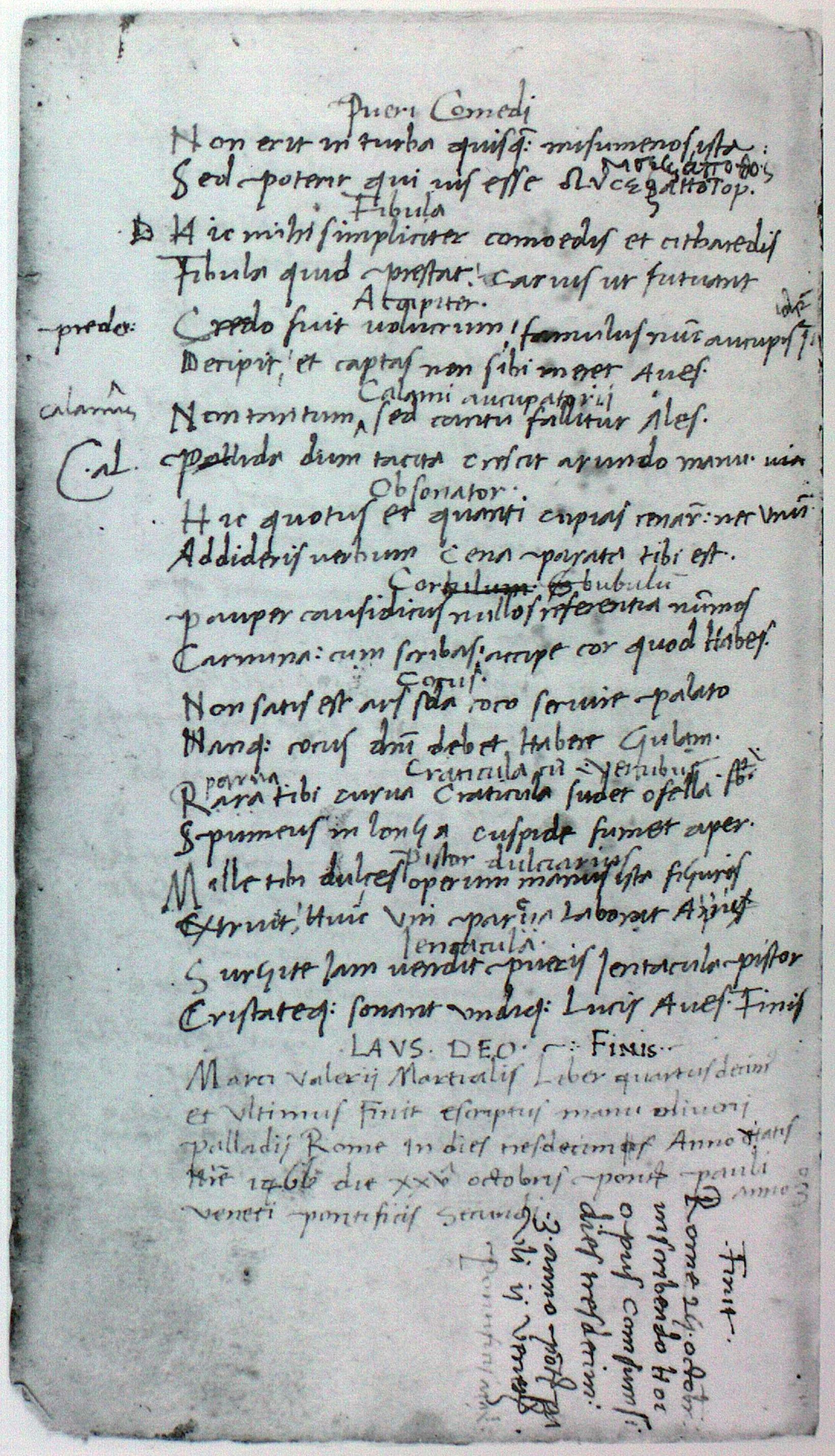
Das Ende des vierten Buches der Epigramme Martials in der 1466 geschriebenen Handschrift Biblioteca Apostolica Vaticana, Vat. lat. 2823, fol. 180v

Marcus Valerius Martialis (deutsch Martial; * 1. März 40 n. Chr. in Bilbilis; † 103/104 n. Chr. ebenda) war ein römischer Dichter, der vor allem für seine Epigramme bekannt ist.

## Leben
Die meisten Informationen über Martial werden seinen Werken entnommen. Da der Autor nicht immer mit den im Gedicht auftretenden Personen übereinstimmt, sondern sich das lyrische Ich in ganz verschiedenen Charakteren äußert, sind diese Daten mit Vorsicht zu behandeln. Die einzige Quelle zur Biographie außerhalb seines Werkes bildet der vom jüngeren Plinius verfasste Nachruf (ep. 3,21).
Martial wurde etwa 40 n. Chr. in Bilbilis (auf dem Cerro de Bámbola in der Nähe des heutigen Calatayud, Nordspanien) geboren. Er besuchte eine Rhetoriker- und Grammatikerschule, dort entdeckte er sein literarisches Talent. Zwischen 63 und 64 n. Chr. ging er nach Rom und lebte dort zunächst in eher ärmlichen Verhältnissen. Anfang der 80er Jahre n. Chr. setzt die von uns nachvollziehbare literarische Produktion ein, die ungefähr bis ins Jahr 102 n. Chr. reicht. Er selbst weist in einem Gedicht auf seine Jugenddichtung hin, auf deren Existenz wir außerhalb des Epigrammcorpus keinen Hinweis erhalten.
Wie viele Dichter seiner Zeit war Martial abhängig von seinen Freunden und Gönnern, die ihn vor allem finanziell unterstützten. In seinen Gedichten kokettiert er gerne mit seinem mittellosen gesellschaftlichen Status und schafft so das Bild des „Bettelpoeten“, das in der Literatur nicht folgenlos blieb. Die Bezeichnung dürfte eine ironische Übertreibung sein, denn schon 84 n. Chr. besaß er ein Gut in Nomentum, später in Rom, und eigenen Aussagen zufolge besaß er Sklaven und Sekretäre.
Martial schaffte es auch, sich unter den Kaisern Titus (79–81) und Domitian (81–96) durch Lobgedichte ein gewisses Ansehen zu erarbeiten, das ihm zu einem relativ wohlhabenden Leben verhalf. Er wurde zum Militärtribun und Eques ernannt und verfügte über das Dreikindrecht. Trotz dieses Rechtes bleiben Martials Familienverhältnisse unbekannt.
Unter den Kaisern Nerva (96–98) und Trajan (98–117) änderte sich die politische Lage in Rom. Beide lehnten Panegyrik und übertriebene Lobpreisungen ab. Wohl aus diesem Grund entschloss sich Martial etwa 98–100 n. Chr., in seine Heimat zurückzukehren. Erneut wurde er dabei von seinen Gönnern unterstützt, sodass er die Arbeit an seinen Werken weiterführen konnte. Es scheint jedoch, als wäre seine anfängliche Freude über die Rückkehr recht bald in Sehnsucht nach Rom umgeschlagen. Zumindest schreibt er in der Praefatio des zwölften Buches, dass ihm die Inspiration durch die Zuhörer in Rom fehle. Um das Jahr 104 n. Chr. verstarb Martial in seinem Geburtsort Bilbilis.

## Gönner und Freunde
Zu Martials wichtigen Gönnern und Freunden zählten Plinius der Jüngere, Quintilian, Juvenal sowie die Kaiser Titus und Domitian. Seneca dagegen dürfte wohl nicht sein Gönner gewesen sein. Vor allem durch die finanzielle Unterstützung, jedoch auch durch das Ansehen, das ihm diese Kontakte einbrachten, schaffte es Martial, zu einem der bedeutendsten römischen Dichter zu werden.
Seine teilweise übertriebene Schmeichelei brachte nach dem Tod Domitians jedoch einige Probleme mit sich. Kaiser Nerva, der möglicherweise an der Ermordung seines Vorgängers beteiligt war oder von dem Vorhaben Kenntnis hatte, forderte Martial auf, seine Lobgedichte auf Domitian umzuschreiben oder zu vernichten. Diesem Befehl leistete Martial nur widerwillig (und auch nur teilweise) Folge.
Selbst sein Fortgang von Rom wurde von Gönnern finanziert. So bezahlte Plinius der Jüngere seine Reise in die Heimat, während ihm seine Gönnerin Marcella ein Landgut zur Verfügung stellte.

## Werke
Martials Werke beschränken sich fast ausschließlich auf Epigramme. Vorbilder für seine Dichtung waren Catull und Horaz.
Sein Hauptwerk umfasste zwölf Epigrammbücher.

### Liber Spectaculorum (80 n. Chr.)
Eine Sammlung von Gedichten, die unter Kaiser Titus wohl zur Eröffnung des gerade fertiggestellten Kolosseums veröffentlicht wurden und mit der Martial seine Karriere als Schöpfer von Epigrammbüchern begonnen haben dürfte.
Barbara pyramidum sileat miracula Memphis,

Assyrius iactet nec Babylona labor;

nec Triviae templo molles laudentur Iones,

dissimulet Delon cornibus ara frequens

aere nec vacuo pendentia Mausolea

laudibus inmodicis Cares in astra ferant.

Omnis Caesareo cedit labor Amphitheatro,

unum pro cunctis fama loquetur opus.
Schweige das fremde Memphis vom Wunder der Pyramiden,

noch brüste sich assyrische Müh’ mit Babylon;

weichliche Ionier, rühmt euch nicht des Triviatempels (Trivia = Beiname der Diana),

und der Hörneraltar verheimliche sein Delos oft!

Das Mausoleum, das in die luftige Leere ragt,

Karer, hebt’s nicht in maßlosem Lob zu den Sternen empor!

Jegliche Leistung schwindet vor des Kaisers Amphitheater

Ein Werk allein feiert künftig statt aller der Ruhm.
Das Buch ist in einer mittelalterlichen Florilegienhandschrift nicht vollständig und keinesfalls in originaler Reihenfolge der Gedichte überliefert. In den etwa 30 überlieferten Epigrammen lobt der Autor den Kaiser und das Bauwerk, ausgiebig werden auch – oft mit für den modernen Rezipienten erschreckender Gleichgültigkeit oder sogar Schadenfreude – die „Sehenswürdigkeiten“ in der Arena (Bestrafungen für Verbrechen, Kämpfe zwischen Gladiatoren) geschildert.

### Xenia und Apophoreta (84/85 n.Chr.)
Bei diesen Werken handelt es sich um Begleitgedichte zu kleinen Geschenken, die man insbesondere beim Saturnalienfest Freunden und Gästen zukommen ließ. Die Xenia beziehen sich fast ausnahmslos auf kulinarische Genüsse und bieten auf diese Weise Einblick in die römische Gastronomie, während die Apophoreta alle möglichen Anknüpfungspunkte (unter anderem auch literarische Assoziationen) aufweisen.

### Epigrammaton libri duodecim (ca. 85–103 n. Chr.)
Eine Sammlung von zwölf Büchern mit insgesamt 1557 Epigrammen. Oft werden die oben genannten Werke ebenfalls dazugezählt, weshalb auch von 14 oder 15 Büchern gesprochen wird.
Martial beschrieb in den meisten seiner Epigramme das Alltagsleben der Römer und stellte es ironisch, satirisch und teilweise vulgär dar. Wichtige Themen sind dabei der Unterschied zwischen Armut und Reichtum, Rechtschaffenheit und Laster sowie die Licht- und Schattenseiten des Lebens. Er charakterisiert und verspottet außerdem mit wenigen Worten und pointierten Wortspielen auffallende römische Typen, so zum Beispiel unfähige Ärzte, unbegabte Dichter, betrogene Ehemänner und eitle Schönlinge, wobei er jedoch niemanden persönlich anspricht, sondern sprechende Namen verwendet. Ein Beispiel:
Uxor, vade foras aut moribus utere nostris:

non sum ego nec Curius nec Numa nec Tatius.

Me iucunda iuvant tractae per pocula noctes:

tu properas pota surgere tristis aqua.

Tu tenebris gaudes: me ludere teste lucerna

et iuvat admissa rumpere luce latus.

Fascia te tunicaeque obscuraque pallia celant:

at mihi nulla satis nuda puella iacet.

basia me capiunt blandas imitata columbas:

tu mihi das aviae qualia mane soles.

Nec motu dignaris opus nec voce iuvare

nec digitis, tamquam tura merumque pares:

masturbabantur Phrygii post ostia servi,

Hectoreo quotiens sederat uxor equo,

et quamvis Ithaco stertente pudica solebat

illic Penelope semper habere manum.

Pedicare negas: dabat hoc Cornelia Graccho,

Iulia Pompeio, Porcia, Brute, tibi;

dulcia Dardanio nondum miscente ministro

pocula Iuno fuit pro Ganymede Iovi.

Si te delectat gravitas, Lucretia toto

sis licet usque die: Laida nocte volo.
Gattin, mache dich fort, wenn du meine Sitten nicht annimmst:

Bin ich ein Numa doch nicht, Curius, Tatius nicht.

Mich ergötzt es, die Nacht beim Pokale in Lust zu verbringen:

Du trinkst, Traurige, Wasser, und eilst geschwinde davon.

Du liebst das Dunkel: Doch ich will tändeln beim Scheine der Lampe,

die freien Blick gewährt auf Leiber beim Liebesgenuß.

Tuniken, Mäntel und Binden umhüllen dich, dunkel von Farbe:

Mir dagegen ist nie nackend ein Mädchen genug.

Mich entzücken die Küsse, wie zärtliche Tauben sie geben:

Was ich von dir empfange, stand einst der Großmutter an.

Reglos liegst du im Bette, kein Wort, kein kosender Finger,

als wolltest Weihrauch du brennen, und Meßwein opfern dazu:

Hinter der Tür masturbierten die phrygischen Diener, wenn reitend

wie auf einem Pferd des Hektors Gemahlin saß,

und mochte ihr Ithaker auch im Bette gewaltig schnarchen,

entzog Penelope doch die helfende Hand ihm nicht.

Was du mir verweigerst: Es bot Cornelia dem Gracchus,

Julia dem Pompei, und Brutus die Porcia.

Eh' der dardanische Mundschenk mischte die süßen Pokale,

dem Jupiter zu Diensten war Juno, statt Ganymed.

Wenn Ehrbarkeit dich so ergötzt, magst du immer bei Tage

eine Lucretia sein: Eine Lais will ich in der Nacht.
Zwar finden sich in Martials Epigrammen sehr viele Namen, es ist jedoch wahrscheinlich, dass viele der angesprochenen Personen erfunden oder die Namen geändert waren, wobei er aber die Silbenanzahl beibehielt, denn zumindest die Mächtigen seiner Zeit behandelte Martial mit großer Vorsicht. Häufig finden sich jedoch Lobpreisungen auf die Kaiser Titus und Domitian.

## Bedeutung
Martial gilt als Meister der Epigrammdichtung, die er in Rom salonfähig machte. Seine Werke bieten einen guten Einblick in das damalige Alltagsleben Roms. Insbesondere die Epigramme über gesellschaftliche Unstimmigkeiten fanden schon zu Lebzeiten des Dichters große Resonanz. Auch in der Spätantike, im Mittelalter und in der Renaissance waren sie sehr beliebt.
Gotthold Ephraim Lessing (1729–1781) nahm sich für seine Epigramme die Werke Martials zum Vorbild. Noch bedeutender ist die Rezeptionsgeschichte Martials in den romanischen Literaturen. Auch Johann Wolfgang von Goethe und Friedrich Schiller verfassten 1797 zusammen, in Anlehnung an Martials „Xenia“, eine Sammlung namens „Xenien“.
Der Begriff des Plagiats soll auf ein Epigramm zurückgehen, in dem Martial einen Dichter, der sich als Autor seiner „Büchlein“ ausgegeben hatte, als plagiarius (wörtlich „Menschenräuber“, „Sklavenhändler“) beschimpfte.

## Ausgaben und Übersetzungen
- D. R. Shackleton Bailey (Hrsg.): M. Valerii Martialis epigrammata. Teubner, Stuttgart 1990 (kritische Ausgabe).
- D. R. Shackleton Bailey (Hrsg.): Martial. Epigrams (= Loeb Classical Library 94, 95, 480). 3 Bde., Harvard University Press 1993.
- M. Valerius Martialis: Epigramme. Ausgew., eingel. und komm. von Uwe Walter. Schöningh, Paderborn 1996.
- Martial: Epigramme. Aus dem Lateinischen übertragen und herausgegeben von Walter Hofmann. Insel, Frankfurt/Leipzig 1997.
- M. Valerius Martialis: Epigramme. Lateinisch-deutsch, hrsg. und übers. von Paul Barié und Winfried Schindler. Artemis & Winkler, Düsseldorf 1999 (3., vollst. überarb. Auflage Akad.-Verl., Berlin 2013).
- Marcus Valerius Martialis: Martial für Zeitgenossen. Ausgewählt, ins Deutsche gerückt und mit Zeichnungen versehen von Fritz Graßhoff. Eremiten Presse, Düsseldorf 1998. ISBN 3-87365-315-X.
- Christian Schöffel: Martial, Buch 8. Einleitung, Text, Übersetzung, Kommentar. Steiner, Stuttgart 2002.
- Martial: Epigramme. Lat./Dt., übers. und hrsg. von Niklas Holzberg. Reclam, Stuttgart 2008.